# Andreas Zuber
Andreas Zuber (Judenburg (Oostenrijk), 9 oktober 1983) is een GP2 coureur. In 2005 reed hij in de Formule Renault 3.5 Series waar hij een zesde plaats haalde in het klassement. Zuber reed in 2006 voor het Trident team, hij won de race in Istanboel. Hij stapte voor het seizoen 2007 over naar het iSport team.
Zuber is in Oostenrijk geboren maar rijdt onder de vlag van de Verenigde Arabische Emiraten omdat hij daar woont.

## Carrière
| Seizoen | Series                     | Team              | Races | Poles | Winst | Podia | Klassement |
| ------- | -------------------------- | ----------------- | ----- | ----- | ----- | ----- | ---------- |
| 2005    | Formule Renault 3.5 Series | Carlin Motorsport | 17    | 1     | 1     | 4     | 6e         |

| Seizoen | Series               | No. | Races | Poles | Winst | Punten | Klassement |
| ------- | -------------------- | --- | ----- | ----- | ----- | ------ | ---------- |
| 2006    | Trident              | 27  | 21    | 0     | 1     | 12     | 14e        |
| 2007    | iSport International | 06  | 22    | 0     | 0     | 34     | 9e         |